# Ermegarda
Ermegarda, Irmegarda, Irmgarda, Ermengarda, Irmengarda – imię żeńskie pochodzenia germańskiego, którego pierwszy człon to Ermen–, od germ. ermana („wielki, wszechogarniający” – imię półboga germańskiego), występujący w różnych imionach także w innych odmiankach, np. Ermina i Irmina (ta ostatnia wykształcona z poprzedniej, z podwyższoną artykulacją pierwszej samogłoski pod wpływem –i– w następnej sylabie). Człon drugi imienia wiąże się z germ. gardaz – „ogrodzenie, płot”, goc. garda – „pleciony płot, obora”, stsas. gardo, stwniem. garto – „ogród” i należy go rozumieć jako „ogrodzoną posiadłość”.
Imię to notowane było w Polsce już w średniowieczu w formach Ermegardis, Irmegardis, obecnie także m.in. jako Irmgarda, Irmgard, Ermgarda, Irmengarda, Irmingarda, Irmgart, Irmgarta. Możliwe średniowieczne zdrobnienia i formy pochodne to Emma, Imma, Ermusza, Imka, Jimka.

## Ermegarda i osoby noszące to imię w pozostałych wariantachimieninyobchodzą
- 24 lutego, jako wspomnienie św. Irmengardy z Baden[4]
- 20 marca, jako wspomnienie św. Irmgardy[5]
- 16 lipca, jako wspomnienie św. Irmengardy z Chiemsee,
- 4 września, jako wspomnienie św. Irmengardy z Süchteln (Kolonii)[6],
- 3 października, jako wspomnienie św. Irmgardy z Baindt[7],

## Znane osoby noszące imię Ermegarda
- Ermengarda z Hesbaye – córka hrabiego Ingermana z Hesbaye i Jadwigi z Bawarii, żona Ludwika Pobożnego
- Ermengarda z Maine – hrabina Maine
- Ermengarda z Tours – córka hrabiego Hugona z Tours, żona Lotara I
- Ermengarda – księżna Limburgii
- Ermengarda z Ibelinu – wicehrabina Tyberiady
- Ermengarda z Tours – królowa Italii, królowa Franków i cesarzowa rzymska